# Akeem Anifowoshe
Akeem Anifowoshe (* 11. September 1968 in Nigeria; † 1. Dezember 1994 ebenda) war ein nigerianischer Profiboxer.

## Biographie
Akeem wuchs mit acht Geschwistern als Sohn eines Lkw-Fahrers und einer Barbesitzerin in Lagos auf. Im Alter von 14 Jahren begann er mit dem Boxsport und gewann bald regionale und nationale Meisterschaften. Schon 1984 kam er in die nigerianische Olympiamannschaft und sollte an den Sommerspielen von Los Angeles teilnehmen, wurde dort jedoch aufgrund seines Alters noch nicht zugelassen. Anstatt nach Nigeria zurückzukehren, blieb er jedoch in den USA und trainierte unter Doc Broadus, der Akeem während eines olympischen Trainingslagers kennengelernt hatte. Akeem lebte anschließend in Las Vegas und besuchte dort die Rancho High School.
1986 startete er im Bantamgewicht bei den 4. Weltmeisterschaften in Reno, Nevada. Nach einem Freilos in der Vorrunde zog er ins Achtelfinale ein, wo er den Kanadier Chuck Evans 4:1 besiegte. Im Viertelfinale unterlag er jedoch dem späteren Bronzemedaillengewinner Juri Alexandrow aus der Sowjetunion 0:5. Enttäuscht über das Ausscheiden, wechselte er anschließend ins Profilager.
Im Mai 1988 heiratete er seine Freundin Sharon und bekam mit ihr zwei Söhne, Akeem junior und Kazeem. Um sich ein Eigenleben mit seiner Familie zu finanzieren, stand er nahezu alle zwei Monate im Ring und boxte dabei um Kampfbörsen von anfangs 350 $ bis schließlich 15.000 $.
Bis Anfang 1990 hatte er jeden seiner 17 Kämpfe gewonnen, davon 12 durch Knockout. Zu den besiegten Gegnern zählten neben einer Reihe von Aufbaugegnern auch Boxer mit positiven Kampfbilanzen wie Rommy Gary (10-1) und Santiago Caballero (34-5). Am 12. April 1990 gewann er durch K. o. in der siebenten Runde gegen Cesar Armando Martinez (10-1) und wurde daraufhin von der North American Boxing Federation zum neuen Nordamerikanischen Meister im Superfliegengewicht erklärt. Den Titel verteidigte er anschließend jeweils durch Knockout gegen Guillermo Flores, Ricardo Mijares, José Montiel (33-5) und Lucilo Nolasco, zudem schlug er in einem Nichttitelkampf Claudemir Dias Carvalho (19-1) vorzeitig in Runde acht.
Am 15. Juni 1991 erhielt er schließlich die Chance auf den Weltmeistertitel der IBF im Superfliegengewicht gegen Robert Quiroga (17-0) aus den USA; er boxte dabei in San Antonio, der Heimatstadt seines Gegners. Akeem lieferte sich mit Quiroga einen technisch sauberen, schlagstarken Kampf über die vollen zwölf Runden und punktete besonders noch in den letzten beiden Runden, jedoch wurde am Ende Quiroga zum einstimmigen Punktsieger erklärt. Kurz nach dem Kampfergebnis brach Akeem noch im Ring zusammen und wurde ins Baptist Medical Center von San Antonio eingeliefert, wo ihm ein Blutgerinnsel aus dem Gehirn entfernt werden musste. Quiroga war nach dem Kampf so schwer gezeichnet, dass er kein anschließendes Interview mehr gab, sondern sofort in die Notaufnahme desselben Krankenhauses gebracht wurde, wo ihm schwere Cutverletzungen am Kinn, den Augenbrauen und Augenlidern genäht werden mussten. Das Ring Magazine wählte den Kampf zum „Fight of the Year 1991“.
Aufgrund der Verletzungen der beiden Boxer schlugen texanische Boxoffizielle die Einführung von 8-Unzen-Boxhandschuhen anstatt der bisher bei IBF-Titelkämpfen in niedrigen Gewichtsklassen verwendeten 6-Unzen-Handschuhe vor. Quiroga etwa hatte ausgesagt, nie wieder mit 6-Unzen-Handschuhen boxen zu wollen. Die Boxkommissionen der Bundesstaaten Texas, Nevada und Iowa prüften daraufhin ein Verbot dieser Handschuhe für künftige Kämpfe, während die IBF eine medizinische Untersuchung in Auftrag gab. Schließlich wurden die 6-Unzen-Handschuhe ausgemustert.
Akeem, der bis zu seiner Verletzung als Nummer 5 in der IBF-Weltrangliste geführt und erst 22 Jahre alt war, musste aus gesundheitlichen Gründen vom Boxsport zurücktreten. Der Boxverband entzog ihm dauerhaft die Profilizenz. Er kehrte in seine Heimat Nigeria zurück und übte weiterhin den Boxsport aus, obwohl ihm auch der Staat Nigeria eine Profilizenz verweigerte. Akeem starb am 1. Dezember 1994 im Alter von 26 Jahren, nachdem er im Anschluss an ein Training im Duschraum zusammengebrochen war.